# Louis-Catherine de Loras
Louis-Catherine de Loras, marquis de Loras[réf. nécessaire], baron de Pollionnay, seigneur de Bellacueil, Montplaisant et autres lieux, est un homme politique français né le 10 février 1735 à Lyon (Rhône) et exécuté sous la Terreur le 6 décembre 1793 au même lieu.

## Biographie
Louis-Catherine de Loras est issu de la famille de Loras, l’une des plus puissantes du Dauphiné[réf. nécessaire] et des plus anciennes maisons chevaleresques de cette province .
Capitaine en retraite, il est député de la noblesse aux États généraux de 1789 pour la sénéchaussée de Lyon. Il siège à droite et soutient l'Ancien régime. Suspect sous la Terreur, il est condamné à mort et exécuté.
Marié à Adélaïde Sophie Berthelot de Baye, nièce de Jeanne-Agnès Berthelot de Pléneuf, il est le beau-père de Guy-Joseph-François-Thimoléon d'Aubergeon de Murinais.

## Sources
- « Louis-Catherine de Loras », dans Adolphe Robert et Gaston Cougny, Dictionnaire des parlementaires français, Edgar Bourloton, 1889-1891 [détail de l’édition]